# سان جیورجیو پیاچنتینو
سان جیورجیو پیاچنتینو (به ایتالیایی: San Giorgio Piacentino) یک کومونه در ایتالیا است که در استان پیاچنزا واقع شده‌است. سان جیورجیو پیاچنتینو ۴۹٫۱ کیلومتر مربع مساحت و ۵٬۵۱۱ نفر جمعیت دارد و ۱۰۳ متر بالاتر از سطح دریا واقع شده‌است.